# Sinogomphus asahinai
Sinogomphus asahinai är en trollsländeart som beskrevs av Chao 1984. Sinogomphus asahinai ingår i släktet Sinogomphus och familjen flodtrollsländor. Inga underarter finns listade i Catalogue of Life.